# Coscinia
Coscinia is een geslacht van vlinders uit de familie spinneruilen (Erebidae) en de onderfamilie Arctiinae.

## Soorten
- C. aethiopica Kühne, 2010
- C. benderi Marten, 1957
- C. bifasciata (Rambur, 1832)
- C. cribraria (Linnaeus, 1758) - grasbeertje
- C. libyssa (Pungeler, 1907)
- C. liouvillei Le Cerf, 1928
- C. mariarosae Exposito, 1991
- C. romeii Sagarra, 1924
- C. striata (Linnaeus, 1758) - geel grasbeertje